# ری فینیگان
ری فینیگان (انگلیسی: Ray Finnigan؛ زادهٔ ۲۲ ژانویهٔ ۱۹۴۷) بازیکن فوتبال اهل بریتانیا است.
از باشگاه‌هایی که در آن بازی کرده‌است می‌توان به باشگاه فوتبال نیوکاسل یونایتد، باشگاه فوتبال گیتزهد، و باشگاه فوتبال دارلینگتون اشاره کرد.